# Fiori nazionali
Molte nazioni hanno uno o più fiori nazionali rappresentativi, che molto spesso vengono adoperati in simboli e allegorie nazionali. Talvolta questi fiori sono tipici dell'ambiente naturale del paese che simboleggiano; altre volte, invece, sono legati a simboli araldici
| Paese              | Fiore                                    | Nome scientifico                | Foto |
| ------------------ | ---------------------------------------- | ------------------------------- | ---- |
| Antigua e Barbuda  | Agave karatto                            | Agave karatto                   |      |
| Argentina          | Albero di corallo, Seibo                 | Erythrina crista-galli          |      |
| Armenia            | Altea armena                             | Althaea armeniaca               |      |
| Armenia            | Muscari armeno                           | Muscari armeniacum              |      |
| Armenia            | Tulipano armeno                          | Tulipa armena                   |      |
| Australia          | Acacia dorata australiana                | Acacia pycnantha                |      |
| Austria            | Stella alpina                            | Leontopodium alpinum            |      |
| Azerbaigian        | Orchidea caucasica                       | Ophrys caucasica                |      |
| Bahamas            | Tecoma stans                             | Tecoma stans                    |      |
| Bangladesh         | Ninfea stellata                          | Nymphaea nouchali               |      |
| Barbados           | Caesalpinia pulcherrima                  | Caesalpinia pulcherrima         |      |
| Belgio             | Giaggiolo acquatico                      | Iris pseudacorus                |      |
| Belgio             | Papavero ( Fiandre)                      | Papaveraceae                    |      |
| Belgio             | Gaillardia ( Vallonia)                   | Gaillardia                      |      |
| Belize             | Prosthechea cochleata                    | Prosthechea cochleata           |      |
| Bielorussia        | Lino comune                              | Linum usitatissimum             |      |
| Birmania           | Amboina                                  | Pterocarpus indicus             |      |
| Bolivia            | Cantuta                                  | Cantua buxifolia                |      |
| Bolivia            | Heliconia rostrata                       | Heliconia rostrata              |      |
| Brasile            | Handroanthus albus                       | Handroanthus albus              |      |
| Brunei             | Dillenia suffruticosa                    | Dillenia suffruticosa           |      |
| Bulgaria           | Rosa                                     | Rosa                            |      |
| Cambogia           | Sphaerocoryne affinis                    | Sphaerocoryne affinis           |      |
| Canada             | Acero                                    | Acer                            |      |
| Cile               | Copihue                                  | Lapageria rosea                 |      |
| Cina               | Orchidea di Hong Kong ( Hong Kong)       | Bauhinia × blakeana             |      |
| Cina               | Fior di loto asiatico ( Macao)           | Nelumbo nucifera                |      |
| Cipro              | Ciclamino cipriota                       | Cyclamen cyprium                |      |
| Colombia           | Flor de Mayo                             | Cattleya trianae                |      |
| Corea del Nord     | Magnolia di montagna coreana             | Magnolia sieboldii              |      |
| Corea del Sud      | Ibisco cinese                            | Hibiscus syriacus               |      |
| Costa Rica         | Guaria morada                            | Guarianthe skinneri             |      |
| Croazia            | Iris croata                              | Iris croatica                   |      |
| Danimarca          | Trifoglio dei prati                      | Trifolium pratense              |      |
| Danimarca          | Margherita delle Canarie                 | Argyranthemum frutescens        |      |
| Dominica           | Poitea carinalis                         | Poitea carinalis                |      |
| Egitto             | Loto blu egiziano                        | Nymphaea nouchali var. caerulea |      |
| Egitto             | Loto bianco egiziano                     | Nymphaea lotus                  |      |
| Estonia            | Fiordaliso                               | Centaurea cyanus                |      |
| Etiopia            | Calla                                    | Zantedeschia aethiopica         |      |
| Figi               | Tagimaucia                               | Medinilla waterhousei           |      |
| Filippine          | Gelsomino d'Arabia                       | Jasminum sambac                 |      |
| Finlandia          | Mughetto                                 | Convallaria majalis             |      |
| Francia            | Giglio                                   | Lilium (Araldica)               |      |
| Francia            | Fiordaliso                               | Centaurea cyanus                |      |
| Francia            | Margherita                               | Argyranthemum frutescens        |      |
| Francia            | Papavero                                 | Papaver rhoeas                  |      |
| Germania           | Fiordaliso                               | Centaurea cyanus                |      |
| Giamaica           | Guaiaco                                  | Guaiacum officinale             |      |
| Giappone           | Sakura, Ciliegio giapponese              | Prunus serrulata                |      |
| Giappone           | Chrysanthemum morifolium                 | Chrysanthemum × morifolium      |      |
| Guatemala          | Lycaste skinneri                         | Lycaste skinneri                |      |
| Guinea             | Vernonia djalonensis                     | Vernonia djalonensis            |      |
| Guyana             | Victoria amazonica                       | Victoria amazonica              |      |
| Haiti              | Ibisco                                   | Hibiscus                        |      |
| Honduras           | Rhyncholaelia digbyana                   | Rhyncholaelia digbyana          |      |
| India              | Fior di loto asiatico                    | Nelumbo nucifera                |      |
| Indonesia          | Gelsomino d'Arabia                       | Jasminum sambac                 |      |
| Indonesia          | Orchidea lunare                          | Phalaenopsis amabilis           |      |
| Indonesia          | Kerubut                                  | Rafflesia arnoldii              |      |
| Iran               | Ninfea                                   | Nymphaea                        |      |
| Islanda            | Camedrio alpino                          | Dryas octopetala                |      |
| Israele            | Anemone dei fiorai                       | Anemone coronaria               |      |
| Italia             | Corbezzolo, Arbuto                       | Arbutus unedo                   |      |
| Laos               | Plumeria                                 | Plumeria                        |      |
| Lituania           | Ruta comune                              | Ruta graveolens                 |      |
| Malaysia           | Ibisco rosa cinese                       | Hibiscus rosa-sinensis          |      |
| Maldive            | Rosa multiflora                          | Rosa multiflora                 |      |
| Mauritius          | Trochetia boutoniana                     | Trochetia boutoniana            |      |
| Messico            | Dalia                                    | Dahlia pinnata                  |      |
| Mongolia           | Scabiosa comosa                          | Scabiosa comosa                 |      |
| Namibia            | Welwitschia                              | Welwitschia mirabilis           |      |
| Nepal              | Rododendro, Azalea                       | Rhododendron                    |      |
| Nigeria            | Costus                                   | Costus                          |      |
| Nuova Zelanda      | Kōwhai                                   | Sophora                         |      |
| Nuova Zelanda      | Pohutukawa                               | Metrosideros excelsa            |      |
| Paesi Bassi        | Tulipano                                 | Tulipa                          |      |
| Paraguay           | Passiflora                               | Passiflora                      |      |
| Perù               | Cantuta                                  | Cantua buxifolia                |      |
| Polinesia francese | Tiaré                                    | Gardenia taitensis              |      |
| Polonia            | Papavero comune                          | Papaver rhoeas                  |      |
| Portogallo         | Lavanda                                  | Lavandula                       |      |
| Portogallo         | Garofano                                 | Dianthus caryophyllus           |      |
| Regno Unito        | Rosa Tudor ( Inghilterra)                | Araldica                        |      |
| Regno Unito        | Cardo ( Scozia)                          | Carduus                         |      |
| Regno Unito        | Narciso ( Galles)                        | Narcissus                       |      |
| Regno Unito        | Lino ( Irlanda del Nord)                 | Linum usitatissimum             |      |
| Regno Unito        | Trifoglio ( Irlanda del Nord)            | Trifolium                       |      |
| Regno Unito        | Giglio di Guernsey ( Guernsey)           | Nerine sarniensis               |      |
| Regno Unito        | Senecione di San Giacomo ( Isola di Man) | Jacobaea vulgaris               |      |
| Regno Unito        | Fuchsia ( Isola di Man)                  | Fuchsia                         |      |
| Rep. Dominicana    | Rosa di Bayahibe                         | Leuenbergeria quisqueyana       |      |
| Russia             | Camomilla                                | Matricaria chamomilla           |      |
| Serbia             | Pruno                                    | Prunus                          |      |
| Serbia             | Serenella                                | Syringa                         |      |
| Senegal            | Baobab                                   | Adansonia                       |      |
| Seychelles         | Angraecum eburneum                       | Angraecum eburneum              |      |
| Singapore          | Orchidea singaporiana                    | Papilionanthe Miss Joaquim      |      |
| Slovacchia         | Tiglio                                   | Tilia                           |      |
| Spagna             | Garofano rosso                           | Dianthus caryophyllus           |      |
| Sri Lanka          | Ninfea stellata                          | Nymphaea nouchali               |      |
| Stati Uniti        | Rosa                                     | Rosa                            |      |
| Sudafrica          | Protea cynaroides                        | Protea cynaroides               |      |
| Suriname           | Ixora coccinea                           | Ixora coccinea                  |      |
| Svezia             | Campanula soldanella                     | Campanula rotundifolia          |      |
| Svizzera           | Stella alpina                            | Leontopodium alpinum            |      |
| Taiwan             | Méi, Prunus mume                         | Prunus mume                     |      |
| Thailandia         | Cassia fistula                           | Cassia fistula                  |      |
| Tonga              | Heilala                                  | Garcinia sessilis               |      |
| Tunisia            | Gelsomino                                | Jasminum                        |      |
| Ucraina            | Viburno                                  | Viburnum                        |      |
| Ucraina            | Ciliegio                                 | Prunus avium                    |      |
| Ucraina            | Girasole                                 | Helianthus                      |      |
| Uruguay            | Albero di corallo, Seibo                 | Erythrina crista-galli          |      |
| Venezuela          | Cattleya mossiae                         | Cattleya mossiae                |      |
| Vietnam            | Fior di loto asiatico                    | Nelumbo nucifera                |      |
| Vietnam            | Crisantemo                               | Chrysanthemum                   |      |
| Zimbabwe           | Gloriosa                                 | Gloriosa                        |      |